# Royal C. Taft

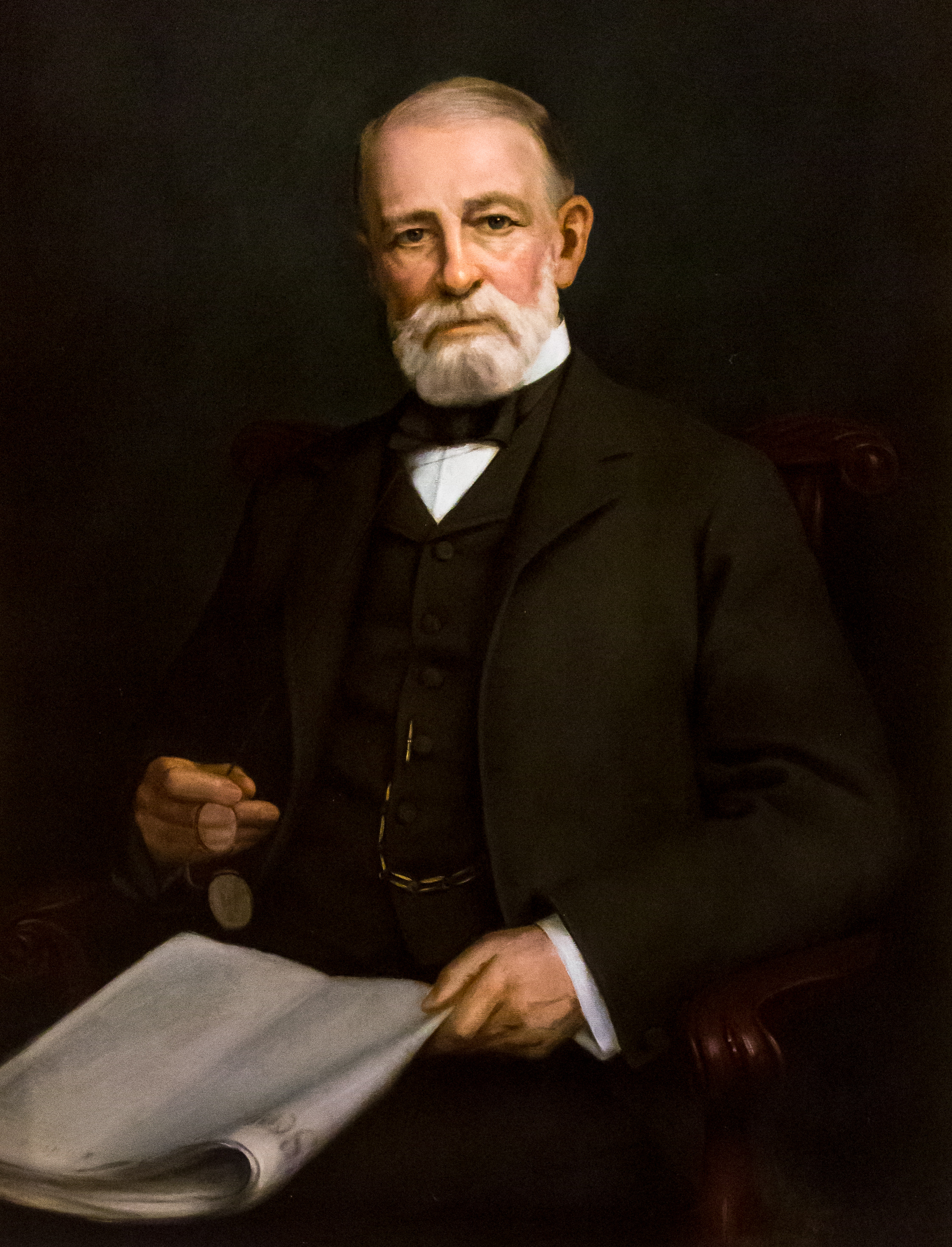
Royal C. Taft

Royal Chapin Taft (* 14. Februar 1823 in Northbridge, Worcester County, Massachusetts; † 4. Juni 1912) war ein US-amerikanischer Politiker und von 1888 bis 1889 Gouverneur des Bundesstaates Rhode Island.

## Frühe Jahre
Nach seiner Schulzeit stieg Taft für einige Jahre in das Textilgeschäft ein, wo er Produkte aus Baum- bzw. Schafwolle in Rhode Island und Connecticut verkaufte. Er wurde Mitglied der Republikanischen Partei. Zwischen 1855 und 1856 gehörte er dem Stadtrat von Providence an.

## Politische und geschäftliche Laufbahn
Taft wurde ein erfolgreicher Geschäftsmann. Er wurde Präsident der Merchant’s National Bank of Providence und der Boston and Providence Railroad. Außerdem war er im Vorstand weiterer Banken und Eisenbahnen. Im Jahr 1888 wurde er gegen den Amtsinhaber John Davis zum neuen Gouverneur seines Staates gewählt. Seine einjährige Amtszeit begann am 29. Mai 1888. In dieser Zeit wurde eine Wahlrechtsreform durchgeführt. Außerdem wurde über die Vergrößerung der Marineabteilung der Nationalgarde diskutiert. Aufgrund seiner vielen geschäftlichen Aktivitäten verzichtete Taft im Jahr 1889 auf eine erneute Kandidatur.

## Weiterer Lebenslauf
Nach dem Ende seiner Gouverneurszeit widmete sich Taft weiter intensiv seinen Geschäften. Er interessierte sich auch für Kunst und unterhielt selbst eine umfangreiche private Kunstsammlung. Teile davon gingen später an verschiedene öffentliche Einrichtungen in Rhode Island. Royal Taft starb im Juni 1912. Mit seiner Frau Mary Frances Aimington hatte er vier Kinder.